# Limonium macrophyllum
Limonium macrophyllum  es un planta perenne perteneciente a la familia de las plumbagináceas. 

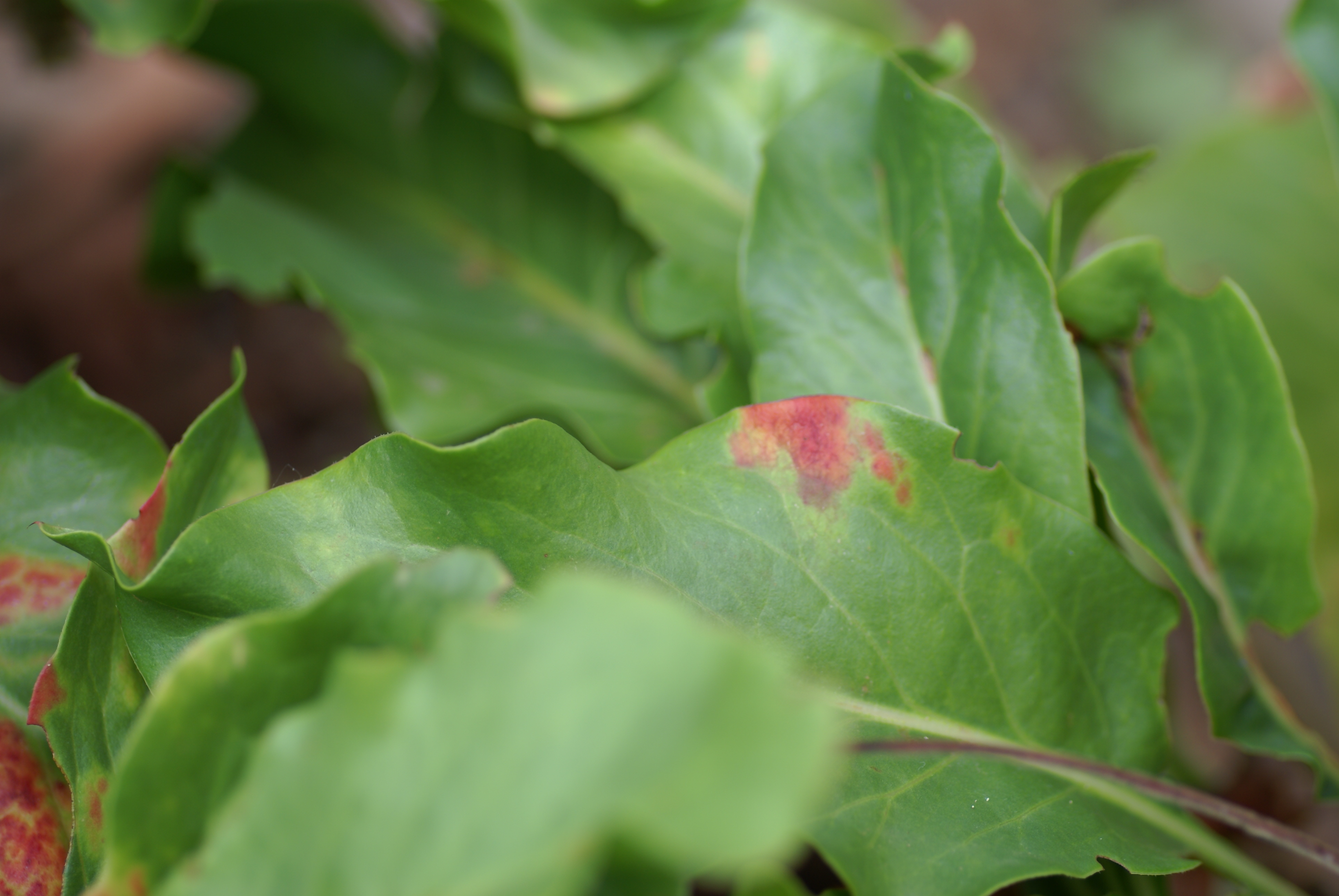
Detalle de las hojas

## Descripción
Limonium macrophyllum  es un endemismo tinerfeño. Se diferencia dentro del género por ser un arbusto de pequeño tamaño, con hojas sésiles o con peciolo corto, enteras y oblanceoladas a estrechamente ovadas y con escapos florales estrechamente alados. Las flores poseen un cáliz de color malva-azulado.

## Taxonomía
Limonium macrophyllum fue descrita por Carl Ernst Otto Kuntze y publicado en Revis. Gen. Pl. 2: 395. 1891
Etimología
Limonium: nombre genérico que procede del griego leimon, que significa "pradera húmeda", aludiendo al hábitat de muchas de las especies del género.
macrophyllum: epíteto latino que significa "macro", grande y "phyllum", hoja.

## Nombre común
Se conoce como "siempreviva de Anaga".